# دايفيد كارب
دايفيد كارب (بالإنجليزية: David Karp)‏ هو كاتب أمريكي، ولد في 1958 في لوس أنجلوس في الولايات المتحدة.